# Pietro Dolfin (umanista)
Pietro Dolfin, O.S.B. Cam. (Venezia, 25 novembre 1444 – Murano, 15 gennaio 1525), è stato un abate, umanista e teologo italiano, membro della famiglia patrizia dei Dolfin.
Animato e sostenuto da uno straordinario rigore morale, da una profonda fede religiosa, egli ebbe un ruolo di grande importanza nella vita del suo Ordine che seppe sostanzialmente rinvigorire e mantenere fedele ai suoi principi e alle sue caratteristiche istituzionali, e che spesso riuscì a salvaguardare, sia dalle interferenze del potere laico, che dalle intromissioni ecclesiastiche.
È storicamente noto per la sua avversione al Savonarola, inoltre fu uno dei fautori della riforma cattolica.

## Biografia
Dolfin iniziò a dedicarsi in giovane età agli studi letterari sotto la guida dell'umanista Pietro Pierleoni da Rimini. Qui ebbe come compagni di scuola Leonardo Loredan e Pietro Barozzi, ai quali rimase entrambi legato con grande amicizia.
A 17 anni, il 5 febbraio 1462, il Dolfin entrò nel convento camaldolese di S. Michele di Murano, ricevendo l'abito dall'abate Maffeo Gherardi, e qui trascorse il noviziato avendo come maestri Pietro Donà (futuro priore dopo il Gherardi) e Benedetto Emiliani. Dopo i pronunciati voti, l'8 settembre 1469 si distinse ben presto per il suo impegno nell'osservanza e nell'applicazione della disciplina monastica; nel 1473 era già camerlengo del convento.
La solida cultura umanistica ed il fervente spirito religioso che animava l'opera di Dolfin, gli permise, grazie anche alla elevata posizione sociale della sua famiglia, di ricoprire ben presto le maggiori dignità dell'Ordine: divenne infatti abate di S. Michele di Murano agli inizi del 1479.
Il frutto di questi viaggi e visite nei vari monasteri è l''Itinerarium et visitationes monasteriorum (conservato manoscritto con antica segnatura S. Michele di Murano 613), che costituisce, al pari del più importante epistolario, una notevole testimonianza della situazione dell'Ordine camaldolese che il Dolfin andava via via esaminando, allo stesso modo in cui l'altro e più famoso generale camaldolese, Ambrogio Traversari, aveva fatto nel suo Hodoeporicon e nel suo epistolario in anni precedenti.

### Il periodo fiorentino ed il rapporto con i Medici
Sia che nel 1481 e nel 1485 il Senato veneziano aveva proposto Dolfin per la nomina a vescovo di Padova; tuttavia egli preferì sempre l'impegno diretto all'interno dell'Ordine. I Veneziani ebbero dunque il sospetto che, risiedendo egli in territorio fiorentino, fosse troppo vicino alla politica medicea. A causa dei numerosi problemi di governo dell'Ordine, Dolfin fu in stretto contatto con i Medici e, in particolare, con lo stesso Lorenzo. Poco dopo l'elezione cardinalizia di Giovanni de' Medici, in seguito alla morte di Innocenzo VIII, Dolfin fu pregato di accompagnare a Roma il giovane cardinale, che avrebbe dovuto partecipare al conclave.

### L'avversione al Savonarola
A Firenze, il Dolfin ebbe anche modo di entrare in contatto con l'ambiente religioso cittadino, in fermento dovuta dalla predicazione di Girolamo Savonarola, al quale egli si avvicinava sia per la sua innata propensione per il rigore della vita monastica, sia, più in generale, per le aspettative di una riforma ecclesiastica che coinvolgesse non solo la sua congregazione, quanto tutta la Chiesa cattolica.
Indice di questa attenzione e comunanza ideale col Savonarola sono principalmente alcune lettere indirizzate allo stesso Savonarola. Un esempio è quella del 19 dicembre 1492, in cui lo invitava a partecipare alla festa di ingresso del nuovo abate dei monastero di S. Felice, e un'altra spedita invece al Barozzi il 6 novembre 1494, nella quale Dolfin si diffondeva a parlare dell'opera del Savonarola e della grande fama che questi godeva a Firenze.
Negli anni seguenti, tuttavia, le posizioni estremiste assunte dal Savonarola fecero cadere le illusioni di una riforma generale della Chiesa, che Dolfin stesso aveva ritenuto possibile con la discesa in Italia di Carlo VIII, re di Francia, e portarono al radicalizzarsi della lotta politica contro il partito savonaroliano da parte dei maggiori esponenti della vita religiosa non solo fiorentina. Lo stesso Dolfin scrisse nel 1498, ancor prima che il Savonarola fosse dichiarato ribelle e imprigionato, il Dialogus in Hieronymum ferrariensem, in tre libri, col quale prendeva una decisa posizione contro il frate, confutandone le teorie anche attraverso continui riferimenti a testi biblici e religiosi. La conclusione della vicenda del Savonarola fu attentamente seguita da Dolfin, come dimostrano due sue lettere inviate al Barozzi: nella prima racconta i tumulti e l'assedio contro il convento di S. Marco e quindi la successiva cattura del frate, nella seconda descrive con ricchezza di particolari la morte del Savonarola e degli altri due frati ribelli.
In questi anni, tormentati anche dalla rovinosa occupazione francese in Italia e, a Firenze, dalle tensioni politiche e dall`instabilità di governo successive alla cacciata dei Medici, il Dolfin svolse alcune delicate missioni diplomatiche non ufficiali. Nei contrasti tra Firenze e Venezia anche la comunità camaldolese rimase coinvolta: infatti il priore del convento degli Angeli, Guido, accusato di simpatie manifeste per la politica veneziana, dovette rinunciare alla carica, sia pure con notevole rincrescimento del Dolfin.

### Gli anni della difesa dell'Ordine

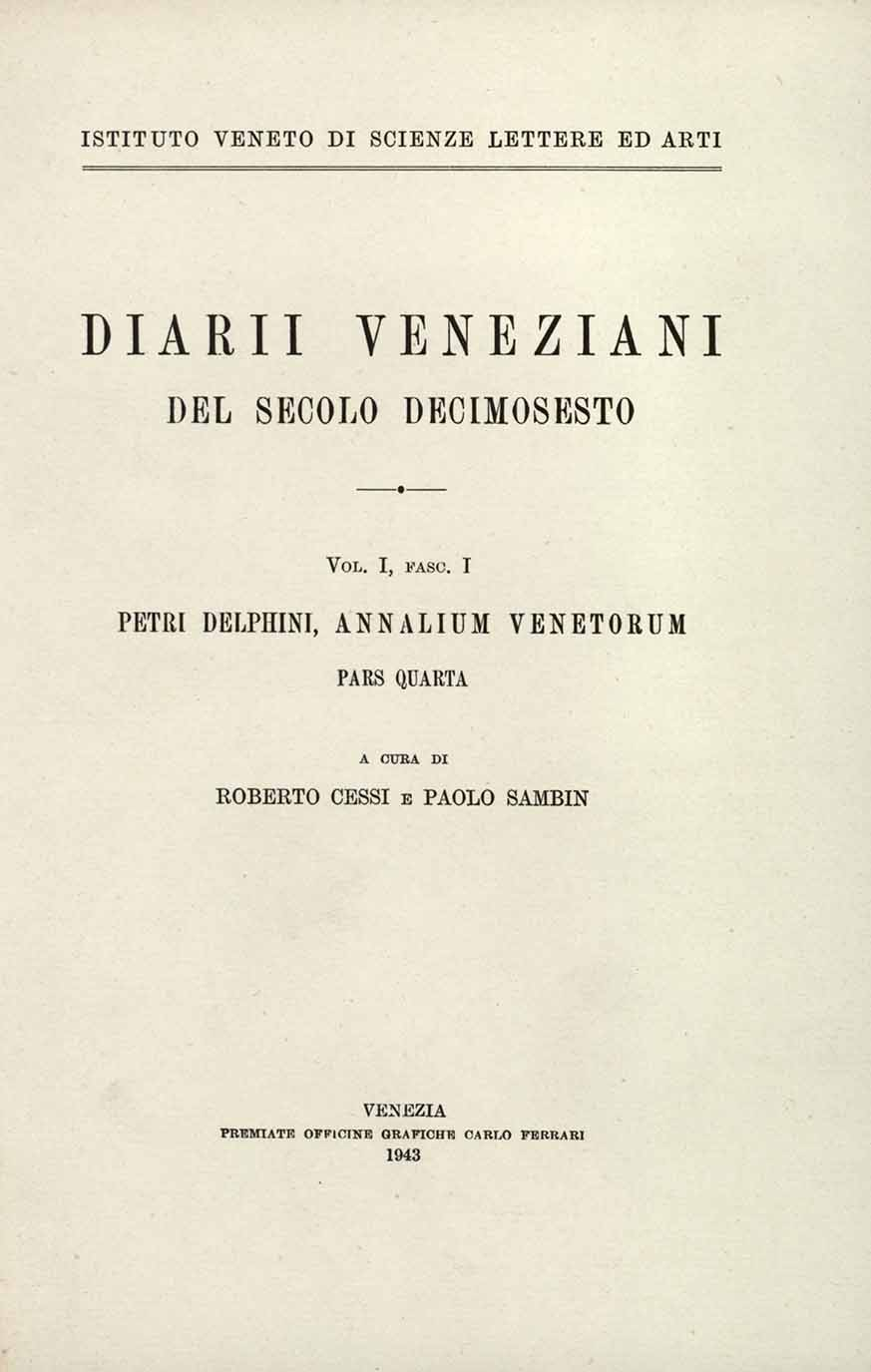
Petri Delphini Annalium venetorum pars quarta. Stampato a Venezia nel 1943.

Negli anni successivi Cesare Borgia, con le sue conquiste nell'Italia centrale, minacciò la sicurezza della comunità camaldolese, e il Dolfin non mancò di stabilire delle relazioni diplomatiche con questo. Grazie a ciò riuscì a recuperare all'ordine alcune abbazie, tra cui quella di Urano.
La fine politica del Valentino, preceduta di poco dalla morte di Alessandro VI, e la successiva elezione al pontificato del cardinale Francesco Todeschini Piccolomini, protettore dell'Ordine camaldolese, sembravano aprire ad un nuovo e più positivo periodo anche per quanto atteneva alla riforma della Chiesa, sollecitata dallo stesso Dolfin. nella commossa e affettuosa orazione che tenne di fronte al papa neoeletto, del quale ricordava il lungo e tenace impegno per l'Ordine camaldolese e la proficua collaborazione instaurata con lui in un lungo spazio di tempo. La morte improvvisa di Pio III a pochi giorni dalla sua elezione sembrò affievolire le speranze che il Dolfin aveva concepito, ma il nuovo papa, il cardinale Giuliano Della Rovere, si pose in continuazione con i motivi del suo predecessore. Anche a Giulio II appena eletto il Dolfin indirizzò un'orazione beneaugurale per il suo pontificato, nella quale ribadiva l'obbedienza dei camaldolesi al papa.
Nel 1504,Dolfin fu incaricato dal papa di sensibilizzare l'Ordine camaldolese per una nuova crociata contro i Turchi: per dibattere questo argomento e insieme fare un esame delle condizioni dell'Ordine, Dolfin convocò un capitolo generale a Firenze. Dopo questo capitolo si recò a Venezia, anche per risolvere l'annosa questione dell'ubbidienza della congregazione veneta, e poi a Roma, dove tenne, dinanzi a Giulio II, una relazione sullo stato dell'Ordine.
Negli anni del pontificato di Giulio II, il Dolfin vide anche un progressivo deterioramento della sua posizione di generale e l'acuirsi dei contrasti, nonostante il suo impegno per la causa dell'Ordine. Nel 1505 il Dolfin convocò un nuovo capitolo generale a Ravenna, dove furono prese importanti decisioni circa l'aggregazione di alcuni conventi camaldolesi.

### La congiura, la rinuncia e gli ultimi incarichi
Nel Natale del 1510, con l'ingresso all'interno dell'Ordine di due veneziani, Vincenzo Querini e Tommaso Giustiniani, il sistema dell'ordine andò a peggiorarsi. Questi, infatti, sollecitarono il mutamento del sistema di governo dell'Ordine, ma soprattutto la riduzione dell'ufficio di generale entro limiti temporali definiti. I due intrapresero un'azione contro Dolfin così aspra che ottennero da Giulio II la convocazione dei capitolo generale per il 1513.
Alla morte di Giulio II, la loro azione trovò spinte risolutive dopo l'elezione Leone X, lo stesso Giovanni de' Medici che Dolfin accompagnò per il conclave. Al capitolo generale, fatto a Firenze, Dolfin rifiutò l'elezione ad arcivescovo di Firenze, propostagli dal papa stesso, ritenendola un semplice modo di estrometterlo dall'Ordine.
Il 13 giugno 1514 il Dolfin rinunciò alla carica di generale, mantenendone però il titolo che gli spettava a vita.
Non vi è dubbio che gli anni in cui Dolfin svolse la sua funzione di generale furono complessi, sia per la Chiesa che per la stessa congregazione camaldolese, il quale visse uno dei suoi più travagliati periodi storici, tormentata da una progressiva indisciplina che ne metteva in dubbio la stessa identità.
La rinuncia alla carica di generale non impedì al Dolfin, trasferitosi a Venezia nel suo originario monastero di Murano, di seguire con attenzione e anche con diretta partecipazione la vita dell'Ordine, come dimostrano, ad esempio, le sue lettere di questi anni con le quali in particolare egli tenne contatti con numerosissimi monaci precedentemente conosciuti e da lui seguiti nelle vicende della loro vita. Nel 1519 fu nominato dal papa presidente del capitolo generale che si doveva celebrare nel monastero di Santa Maria delle Carceri.

### Morte
Morì all'età di 80 anni il 15 gennaio 1525 nel monastero di San Michele in Isola.

## Opere
Le lettere del Dolfin, che sono più di 4.000, sono indirizzate ad ordini e a vari dignitari secolari. Esse contengono resoconti di avvenimenti contemporanei, al suo stesso Ordine e alla Chiesa in generale. Una raccolta delle sue lettere latine fu pubblicata a Venezia nel 1524. Molte altre, le quali erano state omesse nelle edizioni veneziane, furono incluse più tardi nella Veterum Scriptorum amplissima collection di Martène. Sono ancora inediti gli Apothegmata Patrum e i Dialoghi su Savonarola.